# Saint Sébastien (Preti, Naples)
Pour les articles homonymes, voir Saint Sébastien (homonymie).
Saint Sébastien est une peinture à l'huile sur toile de l'artiste italien de l'école napolitaine de peinture Mattia Preti, connu sous le nom de « Cavalier Calabrese », datée vers 1657, représentant  saint Sébastien, conservée au musée de Capodimonte à Naples.

## Histoire
Le tableau est réalisé pendant le premier séjour de Preti dans la ville pour l'église Santi Pietro e Sebastiano de Naples, gérée par des religieuses de l'église San Pietro in Castello. Selon le biographe de l'artiste Bernardo de Dominici (1742), à la suite des critiques et des pressions des artistes du milieu napolitain, en particulier du jeune Luca Giordano qui juge l'œuvre « grossière et dépourvue de la noblesse et de la beauté qui conviennent à un corps noble » et trouve « que le visage ressemblait plus à celui d'un porteur qu'à celui d'un capitaine de soldats, comme l'était saint Sébastien », qui la distingue dans l'iconographie classique, l'œuvre est retirée de la chapelle où elle se trouve. 
Désabusé, Preti donne sa toile à un gentilhomme, Manlio Caputo, titulaire d'une chapelle privée familiale, la chapelle Saint-Sébastien dans l'église Santa Maria ad Ogni Bene dei Sette Dolori, à Naples (celui-ci affirma que la peinture pourrait ainsi être « l'école des jeunes qui veulent bénéficier d'un dessin parfait, et d'un excellent naturel. ») En 1974, l'œuvre est transférée, pour des raisons de sécurité, au musée de Capodimonte tout en demeurant la propriété de l'église Santa Maria ad Ogni Bene dei Sette Dolori.
Mattia Preti exécute de nombreuses versions de ce prototype, dont celle aujourd'hui dans la Galleria Nationale de Cosenza, auparavant dans la collection Ferrara Dentice à Naples.

## Sujet

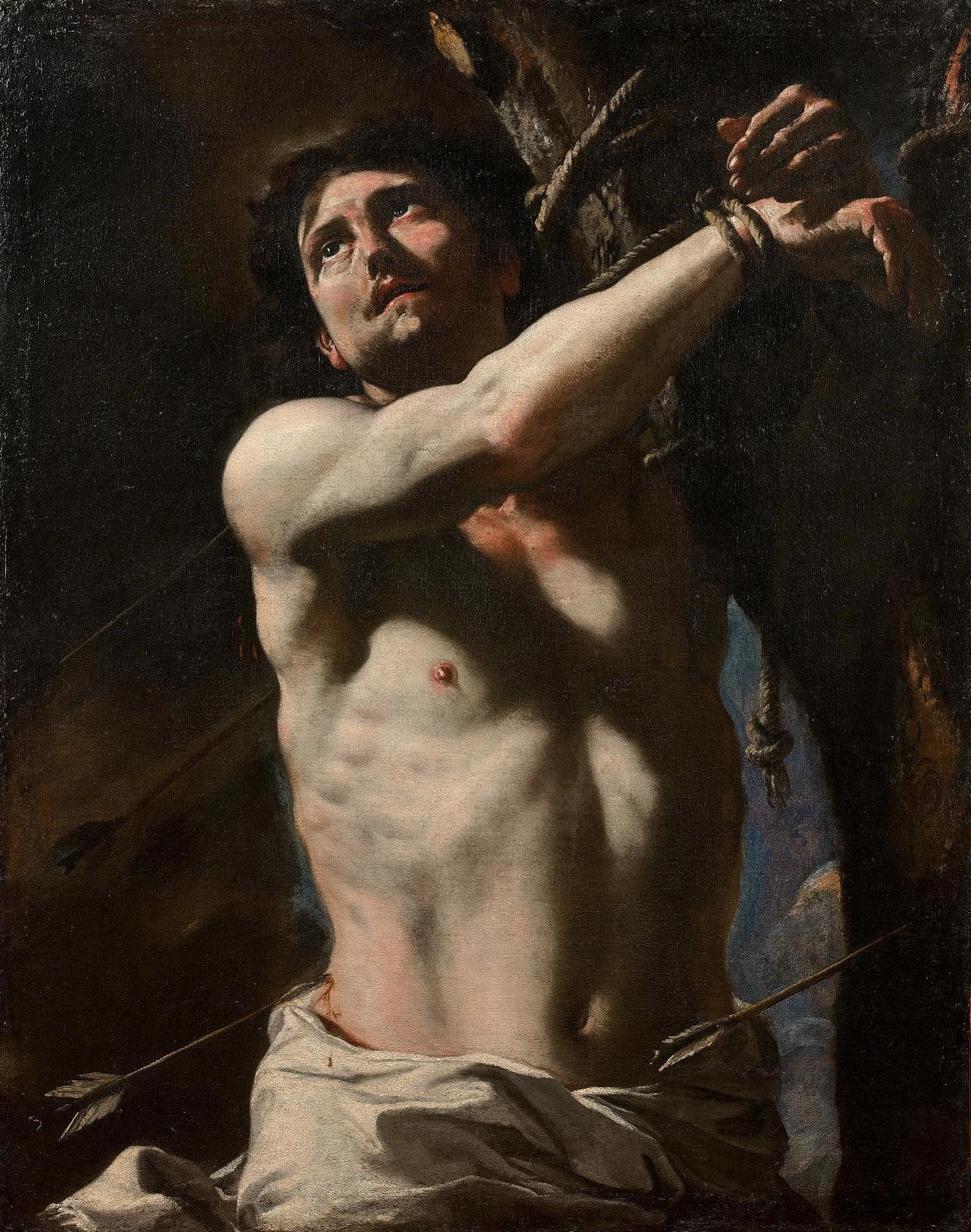
Saint Sébastien, 1650-1652 – Fondation Bemberg, Toulouse.

Sébastien, élevé dans la foi chrétienne, se rend à rome en 270 après J.-C., où il devient tribun de la garde impériale de l'empereur Dioclétien. En secret, il convertit des païens et aide des prisonniers. Découvert, il est condamné à mort et percé de flèches sur le mont Palatin. Donné pour mort et abandonné, il est sauvé par Irène, qui parvient à guérir ses blessures. Une fois rétabli, il professe sa foi devant l'empereur et est condamné à mort par flagellation.

## Description
La scène représente le saint attaché à un poteau et percé de flèches, à la suite de la condamnation à mort qui lui a été infligée en tant que chrétien par l'empereur Dioclétien. 
Une nature morte  est disposée au premier plan, aux pieds du saint, composée d'un casque et de quelques flèches.

## Analyse
La figure monumentale du saint domine la scène dans un puissant raccourci. La pose est en rupture totale avec la tradition classique et annonce la théâtralité baroque du Bernin, transformant le martyre en une conversation mystique et en une acceptation de la souffrance.
Le luminisme de Caravage, que Pretti a appris à Rome, se mélange avec le naturalisme matériel de José de Ribera. La pose du saint souligne le style des figures de Preti, prises en raccourci, en projection transversale, pour donner plus d'élan et de profondeur à la composition, éléments déjà adoptés dans des œuvres antérieures comme son Saint Nicolas en extase ou son Saint Jean Baptiste, mais ici il atteint le sommet de la réalisation dans leur qualité et leur style. Contrairement aux deux tableaux de l'église San Domenico Soriano, où le premier voit un effet lumineux dominé par la couleur jaune et le second par le rouge, dans cette œuvre, chronologiquement légèrement postérieure, la teinte gris argenté prédomine, un détail que l'on retrouve également dans les œuvres qui lui succèdent immédiatement, comme Le Retour du fils prodigue, dans la version du palais royal de Naples, et qui plus généralement accompagneront toute la phase de maturité du peintre calabrais. Par ailleurs, les touches gris argenté sur le pagne et rougeâtres sur l'épiderme créent les accords chromatiques d'un matrice néo-vénitenne.
Roberto Longhi définissait en 1913 l'œuvre comme un « chef-d'œuvre de figure isolée », soulignant précisément la construction particulière de la scène : « (...) je ne connais pas une seule figure où la construction créée par le XVIIe siècle s'exprime avec plus de clarté et de réussite ».

## Exposition
Cette peinture est exposée dans le cadre de l'exposition Naples à Paris. Le Louvre invite le musée de Capodimonte au musée du Louvre du 7 juin 2023 au 8 janvier 2024.